# Quattro Pro
Quattro Pro is de spreadsheet van het huidige WordPerfect Office-pakket. De eerste versies stamden uit het DOS-tijdperk waar het met succes door Borland op de markt gezet werd als tegenhanger van Lotus 1-2-3.